# Liedertafel
Eine Liedertafel ist ursprünglich eine Tafelrunde nach dem ideellen Vorbild von König Artus oder Arthurs Tafelrunde, eine solche von gleichgesinnten Freunden, „die, verschieden in Beruf und Stellung, einig waren in idealer Gesinnung, besonders in begeisterter Liebe zum Gesang“ (vgl. Hermann Kuhlo: Geschichte der Zelterschen Liedertafel).
Die Zeltersche Liedertafel in Berlin war die älteste ihrer Art, welche aus diesem Idealgedanken entstanden war. Nach ihrem Vorbild gründete sich später im deutschsprachigen Raum eine Vielzahl von Liedertafeln. Das ursprüngliche Ideal der Liedertafel ging jedoch zugunsten der Vortragskunst mehr und mehr verloren. Bei späteren Liedertafeln steht neben der Geselligkeit stärker die Aufführungspraxis im Mittelpunkt, während sich die Zeltersche Liedertafel eher als geschlossener Kreis verstand und nicht offen auftrat.
Heute existieren ungezählte Gesangsvereine unter der Bezeichnung Liedertafel, einer speziellen Bezeichnung von Chorvereinigungen im deutschsprachigen Raum, die in der Regel zu unterschiedlichen Anlässen auch öffentlich auftreten. Eine Ausnahme bildet die 2006 wiederbelebte Liedertafel der Sing-Akademie zu Berlin, die sich in der Tradition der Zelterschen Vereinigung als ein exklusiver Treffpunkt für Dichter, Komponisten und Sänger versteht.

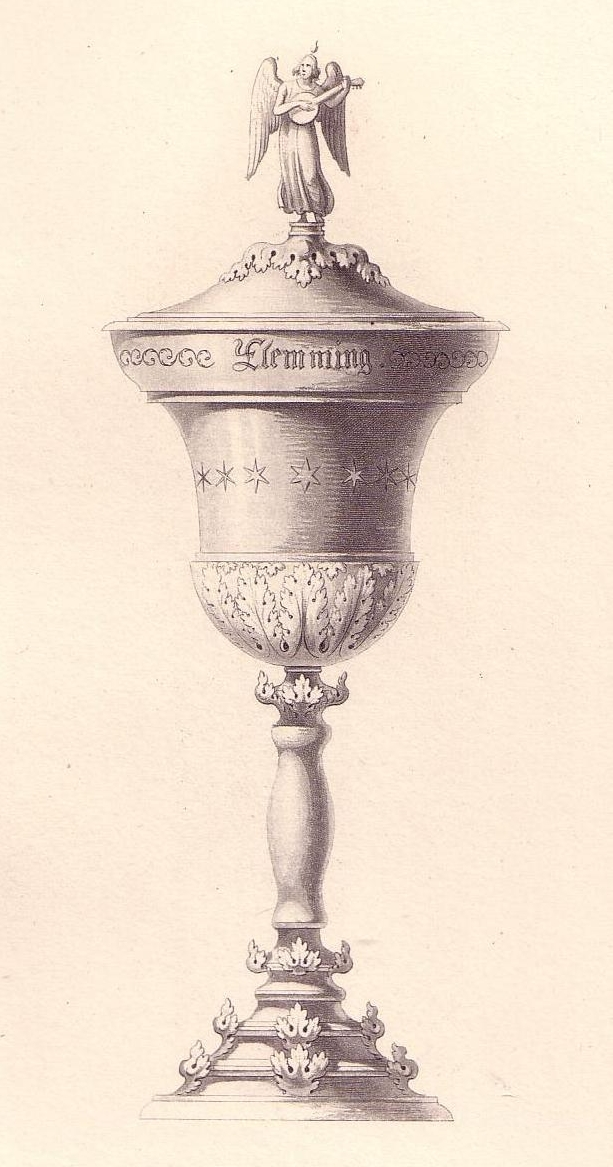
Der „Flemming“, Pokal der Zelterschen Liedertafel, Entwurfszeichnung von Karl Friedrich Schinkel, ca. 1813

## Zeltersche Liedertafel
Am 21. Dezember 1808 durch Carl Friedrich Zelter, dem Direktor der Sing-Akademie zu Berlin, und andere Mitglieder gegründet, war sie der erste bürgerliche Männerchor der deutschen Geschichte.
Bei den monatlichen Treffen der reinen Männergesellschaft wurde „bei einem frugalen Mahle in deutscher Fröhlichkeit und Gemütlichkeit edle Geselligkeit gepflegt und Lieder gesungen, die die eigenen Mitglieder als Dichter oder Komponisten schufen“. Im Mittelpunkt der Zelterschen Liedertafel standen also dieser Geist und diese patriotische Gesinnung – angesichts schwieriger kriegerischer napoleonischer Zeiten – und nicht hervorragende Gesangsdarbietung. Auf öffentliche Auftritte wurde fast gänzlich verzichtet.
Die Direktoren der Sing-Akademie seit Zelter waren gleichzeitig Meister der Liedertafel. Einzig  Georg Schumann hatte nach dem Verzicht Hermann Kaweraus auf den Direktorenposten bei der Sing-Akademie und dessen Wahl zum Tafelmeister 1901, erst nach Kaweraus Tod am 11. Juli 1909 das Meisteramt übernommen.
Die Anzahl der Mitglieder, die entweder Dichter, Sänger oder Komponisten sein mussten, sowie die Außenwirkung dieser Liedertafel blieben aber stets beschränkt. Über den genauen Zeitpunkt oder die Umstände ihrer Auflösung ist kaum etwas bekannt.
Vermutlich hatte sie bis 1945 bestanden.

## Weitere Liedertafeln
Als nächste Liedertafeln entstanden 1815 die Liedertafel zu Leipzig, eine Liedertafel in Frankfurt an der Oder, die Lübecker Liedertafel von 1842 und 1873 die Liedertafel der Union von 1801 in Bremen.

## Bekannte Mitglieder der Zelterschen Liedertafel
- Woldemar Bargiel
- Martin Blumner
- Carl Graf von Brühl
- Eduard Devrient
- Friedrich Ferdinand Flemming
- August Eduard Grell
- Otto Grell
- Carl Ludwig Hellwig
- Hermann Kawerau
- Hinrich Lichtenstein
- Otto Nicolai
- Friedrich Johannes Pfannschmidt
- Georg Poelchau
- Fürst Anton Radziwiłł
- Boguslaw Fürst von Radziwill
- August Ferdinand Ribbeck
- Carl Friedrich Rungenhagen
- Karl Friedrich Schinkel (Ehrenmitglied)
- Georg Schumann
- Carl Friedrich Zelter